# Pietro Cocconi
Pietro Cocconi (né le 28 décembre 1821 à Parme et mort le 5 juin 1883 à Ozzano Taro) est un médecin, un homme politique et un patriote italien du Risorgimento.

## Biographie
Fils d'un cordonnier de l'Oltretorrente (it), Pietro Cocconi obtient son diplôme en médecine à l'université de Parme à l'âge de 20 ans. Il devient secrétaire du médecin et patriote Giacomo Tommasini (it) et commence à militer dans la gauche parmesane, dont il sera pendant de nombreuses années une figure éminente. En 1852, il doit fuir Parme, parce qu'il est accusé de faire partie d'une association mazziniste. Il se réfugie à Turin, où il exerce en tant que médecin, aidant les autres réfugiés et restant en contact avec les patriotes parmesans. À Turin, il est élu président du comité pour assister l'émigration polonaise en 1859 et est chargé de préparer la défense de la ville menacée par l'avancée des troupes autrichiennes. Cette même année, il candidat pour l'Assemblée du peuple de la province de Parme (la soi-disant « Constituante »), mais n'est pas élu.
Il était également un journaliste d'une certaine valeur, et en 1867 il fonde « Il Presente », quotidien qui paraîtra jusqu'en 1889, en opposition avec la Gazzetta di Parma, l'organe des conservateurs. Le journal a été créé pour donner la parole aux mazzinistes, aux garibaldiens, aux progressistes et à tous les groupes qui pourraient être plus ou moins qualifiés « de gauche », ignorés par la presse du régime. Dans ce journal se formèrent de nombreux jeunes progressistes, parmi lesquels Gian Lorenzo Basetti (it), un protagoniste de la scène politique provinciale.
Pietro Cocconi a été élu à cinq reprises député de Parme à partir de la IXe législature jusqu'en 1882. De caractère austère et taciturne, il a été surnommé par la Gazzetta di Parma « il muto di Montecitorio » (le député muet). Au Parlement, il fait partie d'importantes commissions, et obtient divers postes, dont celui de secrétaire du Bureau du Président de la Chambre.
Après la mort du maire de Parme Giovanni Mariotti (it), il prononce le discours funèbre.
En 1887, a été fondée à Parme la Société de secours mutuel Pietro Cocconi. Le bâtiment de l'« école Pietro Cocconi » voulu par le maire Giovanni Mariotti et construit en 1898, porte son nom. La ville de Parme a également donné son nom à la rue de l'Oltretorrente dans laquelle il est né.

## Source
- (it) Cet article est partiellement ou en totalité issu de l’article de Wikipédia en italien intitulé « Pietro Cocconi » (voir la liste des auteurs).